# Klemens Mościcki
Klemens Mościcki (ur. 1897?, zm. 30 lipca 1920 we Lwowie) – kapitan piechoty Wojska Polskiego, kawaler Orderu Virtuti Militari.

## Życiorys
Urodził się w rodzinie Kornela i Jadwigi z Radomyskich. Był bratem Adriana (ur. 13 grudnia 1895 w Sarajewie, zm. 1918?) i Sobiesława (1900–1940). Wszyscy trzej uczęszczali do c. k. Gimnazjum I w Rzeszowie. W 1914 Adrian złożył maturę, natomiast Klemens ukończył klasę VIIb, a Sobiesław klasę IIIb.
19 sierpnia 1920 został zatwierdzony z dniem 1 kwietnia 1920 w stopniu kapitana, w piechocie, w grupie oficerów byłej armii generała Hallera. Pełnił wówczas służbę w 149 Pułku Strzelców Kresowych.
19 lipca 1920 dowodząc III batalionem w walce pod Chorupaniem został ranny. Zmarł 30 lipca 1920 we Lwowie, w następstwie odniesionych ran.

## Ordery i odznaczenia
- Krzyż Srebrny Orderu Wojskowego Virtuti Militari – 17 maja 1921[5][6]
- Krzyż Niepodległości – 23 grudnia 1933 „za pracę w dziele odzyskania niepodległości”[7]